# Cobanera de Ostula
Cobanera de Ostula är en ort i Mexiko.   Den ligger i kommunen Aquila och delstaten Michoacán de Ocampo, i den södra delen av landet, 500 km väster om huvudstaden Mexico City. Cobanera de Ostula ligger 63 meter över havet och antalet invånare är 188.
Terrängen runt Cobanera de Ostula är huvudsakligen kuperad, men åt nordost är den bergig. Havet är nära Cobanera de Ostula åt sydväst. Runt Cobanera de Ostula är det glesbefolkat, med 8 invånare per kvadratkilometer. Närmaste större samhälle är Aquila, 13,8 km norr om Cobanera de Ostula. I omgivningarna runt Cobanera de Ostula växer i huvudsak lövfällande lövskog.